# 1911 na arte

## Eventos
- 22 de Agosto - A famosa pintura Mona Lisa é roubada.
- A Casa de Rembrandt foi convertida no Museu Casa de Rembrandt.

## Quadros
- Cena familiar de Aurélia de Sousa.
- Saut du Lapin de Amadeu de Sousa Cardoso.
- Eu e a Aldeia de Marc Chagall.

## Nascimentos
| Data           | Nome                                | Profissão                                                    | Nacionalidade  | Observações | Ref |
| -------------- | ----------------------------------- | ------------------------------------------------------------ | -------------- | ----------- | --- |
| 7 de fevereiro | Héctor Julio Páride Bernabó(Carybé) | desenhista e pintor                                          | Argentina      | m. 1997     |     |
| 24 de março    | Joseph Barbera                      | cartunista                                                   | Estados Unidos | m. 2006     |     |
| 25 de Março    | Luciano dos Santos                  | pintor e professor de pintura                                | Portugal       | m. 2006     |     |
| 6 de Maio      | Lucy Citti Ferreira                 | pintora e desenhista                                         | Brasil         | m. 2008     |     |
| 17 de Junho    | Danilo Di Prete                     | pintor, ilustrador e cartazista                              | Itália         | m. 1985     |     |
| 9 de Outubro   | Joe Rosenthal                       | fotógrafo                                                    | Estados Unidos | m. 2006     |     |
| 24 de Outubro  | Manuel Martins                      | pintor, ilustrador, desenhista, gravador, escultor e ourives | Brasil         | m. 1979     |     |
| 25 de Novembro | Roelof Frankot                      | pintor                                                       | Países Baixos  | m. 1984     |     |
| 5 de Dezembro  | Alfred Manessier                    | pintor                                                       | França         | m. 1993     |     |
| 25 de Dezembro | Louise Bourgeois                    | escultora                                                    | França         | m. 2010     |     |
| 26 de Dezembro | Renato Guttuso                      | pintor                                                       | Itália         | m. 1987     |     |
| ??             | H. Masuda Goga                      | escritor, pintor e poeta                                     | Japão          | m. 2008     |     |
| ??             | Cândido Costa Pinto                 | ilustrador e caricaturista                                   | Portugal       | m. 1976     |     |

## Mortes
| Data            | Nome                              | Profissão                                      | Nacionalidade        | Observações | Ref |
| --------------- | --------------------------------- | ---------------------------------------------- | -------------------- | ----------- | --- |
| 24 de Fevereiro | Jules Joseph Lefebvre             | pintor                                         | França               | n. 1836     |     |
| 10 de Abril     | Mikalojus Konstantinas Čiurlionis | pintor e compositor                            | Lituânia             | n. 1875     |     |
| 1 de Agosto     | Edwin Austin Abbey                | pintor                                         | Estados Unidos       | n. 1852     |     |
| 12 de Agosto    | Jozef Israëls                     | pintor                                         | Países Baixos        | n. 1824     |     |
| 25 de Outubro   | Édouard-François André            | paisagista                                     | França               | n. 1840     |     |
| 10 de Novembro  | Félix Ziem                        | pintor                                         | França               | n. 1821     |     |
| 8 de Dezembro   | Alphonse Legros                   | pintor                                         | França / Reino Unido | n. 1837     |     |
| ??              | Edwin Austin Abbey                | pintor                                         | Estados Unidos       | n. 1852     |     |
| ??              | Luiz Gonzaga Duque Estrada        | jornalista, crítico de arte, pintor e escritor | Brasil               | n. 1863     |     |

## Prémios
- Prémio Valmor e Municipal de Arquitectura 1911 - Miguel Ventura Terra[1].